# ソフトバンクモバイルオフィス
ソフトバンクモバイルオフィス（通称：社員間通話定額、略称：SMO）とは、2004年12月1日に開始したオンネットグループ内の通話が無料になるソフトバンクのサービス。

## 概要
SoftBank 3G端末を用いてオンネットグループ内の通話が無料になるサービスで、月額利用料金は5,460円（税込）である。この料金には基本使用料も含まれている。また、ハッピーボーナスなどの基本使用料割引やデュアルパケット定額など一般回線向け定額サービス（通称：ボーダフォン4つの定額）の対象内である。現在2回線から導入することが可能である。また無線LANなどを用いるモバイルセントレックスサービスとは違い、設備を別途用意する必要はない。現在ではホワイトプラン及びWホワイトの方が安くなる場合もある。

## 沿革
- 2004年7月1日 - 『ボーダフォンモバイルオフィス』としてサービス開始。8～19時のみグループ内通話が無料となる『デイタイム』(税込8190円)と、終日無料となる『オールタイム』(税込9240円)の2種類で開始。導入できる最低回線数は20。
- 2005年6月1日 - 『デイタイム』を廃止し、『オールタイム』相当のサービスに一本化。導入できる最低回線数が10になり、料金も税込5460円に値下げした。
- 2005年11月1日 - 導入できる最低回線数が2になり、割引サービス『ハッピーボーナス』と併用可能になる。
- 2006年10月1日 - ボーダフォンの日本法人がソフトバンクに買収されたことから、名称を「ソフトバンクモバイルオフィス」に変更した。

## 料金

### 月額利用料金
5,460円（税込）
- 法人特別割引（初年度15%off）と法人割引（15%off）を適用時3,822円（税込）さらに10ヶ月ごとに2ヶ月無料
- 法人特別割引最大割引（11年目40%off）と法人複数回線割引（15%off）を適用時2,457円（税込）さらに10ヶ月ごとに2ヶ月無料
- 利用回線数が多い場合さらに割引がされる。

### 通話料金
- 音声通話
  - オンネットグループ内
ソフトバンク携帯電話:（通話時間に関係なく）0円
一般電話（固定電話）:（1分あたり）10.5~15.75円（税込）
  - オンネットグループ外
すべての音声通話（ソフトバンク携帯電話含む）:（1分あたり）21円（税込）
- TVコール（TV電話）通信料
  - オンネットグループ内
ソフトバンク携帯電話:（1分あたり）18.9円（税込）
  - オンネットグループ外
ソフトバンク携帯電話:（1分あたり）37.8円（税込）
- メール・パケット通信料
通信先がオンネットグループ内/外 問わずに通常の料金がかかる。デュアルパケット定額等に別途申し込むことによって割引を受けることも可能である。

## 他社の類似するサービス
- ビジネスシンプル　NTTドコモ
- ビジネス通話ホーダイ　NTTドコモ
- OFFICEED「オフィシード」　NTTドコモ
- OFFICE WISE　au by KDDI
- ビジネス通話定額　au by KDDI